# Perfume: Complete Best
Perfume: Complete Best (стилизирано като Perfume ~Complete Best~) е дебютният сборен албум на японското момичешко трио Парфюм, излязъл на пазара на 2 август 2006 г. и разпространен от Tokuma Japan Communications. Албумът съдържа песни, издадени към Bee-Hive Records, както и предишни песни, записани към Tokuma Japan Communications. Разпространен е под три формата: CD, DVD комплект, както и за дигитално теглене, а по-късно е издаден и на грамофонна плоча в ограничен тираж през месец февруари 2016 г. (Perfume Complete LP Box).
Когато излиза на пазара, албумът е посрещнат с предимно положителни отзиви от музикалните критици. Много от тях обаче първоначално не одобряват съдържанието на албума, но впоследствие го обсипват с похвали. От пазарна гледна точка Perfume: Complete Best жъне умерен успех – достига 33 място в класацията на „Орикон“, докато лимитираното издание – 66 място. След като първият студиен албум на триото, Game, излиза две години по-късно през 2008 г. и достига първо място в класацията, Complete Best се изкачва до 25 място в същата класация.

## История
След като завършват Actors School в Хирошима през 2003 г., момичетата се местят в Токио за по-нататъшното си израстване като група. Там те стават част от проекта Bee-Hive и сключват договор с компанията Amuse. В столицата се запознават с японския продуцент и член на групата Capsule Ясутака Танака, когото Bee-Hive по-нататък го наема, за да продуцира първите им сингли. Между 2003 и 2004 г. продуцира следните три сингъла: Sweet Donuts (2003), Monochrome Effect (2004) и Vitamin Drop (2004), издадени към Bee-Hive Records. В началото нито една от песните не жъне особен успех при излизането си, като едва си проправят път към топ 100 на японската класация за сингли „Орикон“.
Поради липсата на успех на трите сингъла Bee-Hive Records решава да освободи триото и да го предаде към Tokuma Japan Communications за евентуално развитие. От сътрудничеството между Наката към TJC и Contemode (лейбълът му с Yahama Music Communications) следва поредица от сингли: Linear Motor Girl (2005), Computer City (2005) и Electro World (2006). Резултатът е сравнително по-добър, което носи на Парфюм първите им три сингъла, влезли в топ 100, и един от тях, Computer City, в топ 50. През месец юли 2006 г. триото потвърждава издаването на сборен албум, състоящ се от всички издадени песни, както и една нова песен.

## Песни
Единствената нова песен е първата – Perfect Star, Perfect Style. Всички песни са написани от Ясутака Наката, включително и текстовете към тях (с изключение на 2, 5, 6, 7, 8, 9, 10 и 11, чиито текстове са написани от Еми Киноко).
| CD    | CD                                                                     | CD    | CD | CD | CD | CD | CD | CD | CD |
| №     | Име                                                                    | Време |    |    |    |    |    |    |    |
| ----- | ---------------------------------------------------------------------- | ----- | -- | -- | -- | -- | -- | -- | -- |
| 1.    | パーフェクトスター・パーフェクトスタイル (Perfect Star, Perfect Style) | 4:18  |    |    |    |    |    |    |    |
| 2.    | リニアモーターガール (Linear Motor Girl)                               | 4:08  |    |    |    |    |    |    |    |
| 3.    | コンピューターシティ (Computer City)                                   | 4:46  |    |    |    |    |    |    |    |
| 4.    | エレクトロ・ワールド (Electro World)                                   | 4:22  |    |    |    |    |    |    |    |
| 5.    | 引力 (Inryoku)                                                         | 3:35  |    |    |    |    |    |    |    |
| 6.    | モノクロームエフェクト (Monochrome Effect)                             | 4:18  |    |    |    |    |    |    |    |
| 7.    | ビタミンドロップ (Vitamin Drop)                                        | 4:55  |    |    |    |    |    |    |    |
| 8.    | スウィートドーナッツ (Sweet Donuts)                                    | 2:57  |    |    |    |    |    |    |    |
| 9.    | ファンデーション (Foundation)                                          | 3:57  |    |    |    |    |    |    |    |
| 10.   | コンピューター ドライビング (Computer Driving)                         | 4:26  |    |    |    |    |    |    |    |
| 11.   | Perfume                                                                | 5:16  |    |    |    |    |    |    |    |
| 12.   | Wonder2                                                                | 3:49  |    |    |    |    |    |    |    |
| 50:47 |                                                                        |       |    |    |    |    |    |    |    |

| DVD стандартно издание | DVD стандартно издание                   | DVD стандартно издание | DVD стандартно издание | DVD стандартно издание | DVD стандартно издание | DVD стандартно издание | DVD стандартно издание | DVD стандартно издание | DVD стандартно издание |
| №                      | Име                                      | Време                  |                        |                        |                        |                        |                        |                        |                        |
| ---------------------- | ---------------------------------------- | ---------------------- | ---------------------- | ---------------------- | ---------------------- | ---------------------- | ---------------------- | ---------------------- | ---------------------- |
| 1.                     | リニアモーターガール (Linear Motor Girl) | 4:31                   |                        |                        |                        |                        |                        |                        |                        |
| 2.                     | コンピューターシティ (Computer City)     | 4:08                   |                        |                        |                        |                        |                        |                        |                        |
| 3.                     | エレクトロ・ワールド (Electro World)     | 4:06                   |                        |                        |                        |                        |                        |                        |                        |
| 4.                     | ビタミンドロップ (Vitamin Drop)          | 4:01                   |                        |                        |                        |                        |                        |                        |                        |
| 16:21                  |                                          |                        |                        |                        |                        |                        |                        |                        |                        |

| DVD лимитирано издание | DVD лимитирано издание                     | DVD лимитирано издание | DVD лимитирано издание | DVD лимитирано издание | DVD лимитирано издание | DVD лимитирано издание | DVD лимитирано издание | DVD лимитирано издание | DVD лимитирано издание |
| №                      | Име                                        | Време                  |                        |                        |                        |                        |                        |                        |                        |
| ---------------------- | ------------------------------------------ | ---------------------- | ---------------------- | ---------------------- | ---------------------- | ---------------------- | ---------------------- | ---------------------- | ---------------------- |
| 1.                     | リニアモーターガール (Linear Motor Girl)   | 4:31                   |                        |                        |                        |                        |                        |                        |                        |
| 2.                     | コンピューターシティ (Computer City)       | 4:08                   |                        |                        |                        |                        |                        |                        |                        |
| 3.                     | エレクトロ・ワールド (Electro World)       | 4:06                   |                        |                        |                        |                        |                        |                        |                        |
| 4.                     | モノクロームエフェクト (Monochrome Effect) | 4:29                   |                        |                        |                        |                        |                        |                        |                        |
| 16:49                  |                                            |                        |                        |                        |                        |                        |                        |                        |                        |

|  | Тази страница частично или изцяло представлява превод на страницата Perfume: Complete Best в Уикипедия на английски. Оригиналният текст, както и този превод, са защитени от Лиценза „Криейтив Комънс – Признание – Споделяне на споделеното“, а за съдържание, създадено преди юни 2009 година – от Лиценза за свободна документация на ГНУ. Прегледайте историята на редакциите на оригиналната страница, както и на преводната страница, за да видите списъка на съавторите. ВАЖНО: Този шаблон се отнася единствено до авторските права върху съдържанието на статията. Добавянето му не отменя изискването да се посочват конкретни източници на твърденията, които да бъдат благонадеждни. |